# Albert Bäuml

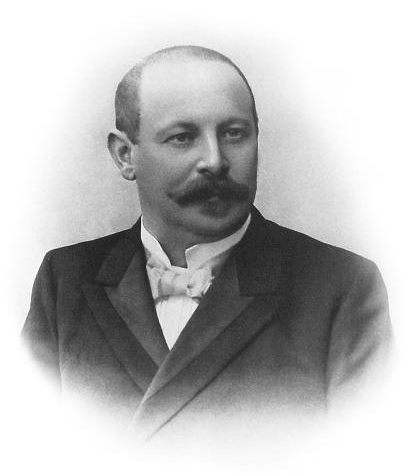
Albert Bäuml, Aufnahme um 1890

Albert Bäuml (* 5. Juni 1855 in Theusing; † 9. März 1929 in München; vollständiger Name: Albert Karl Georg Bäuml) war langjähriger Inhaber, Leiter und Erneuerer der Nymphenburger Porzellanmanufaktur.

## Leben
Albert Bäuml wurde 1855 als erstes von zehn Kindern von Ignaz und Rose Bäuml in Theusing (heute Toužim) geboren. Die Familie Bäuml war seit mehr als hundert Jahren Pächter des Gutes Meierhof aus den Besitzungen des Herzogs von Beaufort-Spontin. In den 1880er-Jahren lebten die Eltern von Albert Bäuml als Privatiers in Karlsbad.
Bäuml absolvierte die Volksschule in Theusing, die Mittelschule in Komotau und eine kaufmännische Lehre in Pilsen. 1874 nahm er eine Stelle in einer Textilfirma in Augsburg an. Am 9. September 1884 heiratete er Therese Obermayer, Tochter des ehemaligen Textilkaufmanns und Privatiers Georg Obermayer und seiner Frau Emilie aus Passau. Am 11. März 1886 ließ sich Alfred Bäuml zunächst in München und ab dem 23. April 1888 in Nymphenburg nieder. Aus der Ehe entstanden die Söhne Fritz (* 22. Dezember 1887), Alfred (* 24. Mai 1892) und Kurt (* 7. April 1899).
1887 bewarb sich Bäuml erfolgreich bei der Regierung um die Direktion der Königlich Bayerischen Porzellanmanufaktur in Nymphenburg, die zu diesem Zeitpunkt heruntergewirtschaftet und von der Schließung bedroht war. Albert Bäuml gelang es an die große Tradition des 18. Jahrhunderts wieder anzuknüpfen und die Herstellung der alten Porzellanmasse und Glasur wieder aufzunehmen. Durch den Beizug von zahlreichen Künstlern wie Joseph Wackerle, Adelbert Niemeyer und Theodor Kärner, sowie durch fortlaufende Verbesserung der Technik (Einrichtung der Unterglasurmalerei) wurde er zu einem „Neubegründer und Erneuerer“ der Nymphenburger Porzellanmanufaktur.
Im Jahr 1955 wurde mit der Bäumlstraße in Neuhausen-Nymphenburg in München eine öffentliche Straße nach ihm benannt.